# Adolf Dinglreiter
Adolf Dinglreiter (* 27. Oktober 1935 in Hinding; † 12. April 2024 in Rosenheim) war ein deutscher Kommunal- und Landespolitiker (CSU). Von Dezember 1986 bis Mai 2003 gehörte er als Abgeordneter aus dem  Stimmkreis Rosenheim-Ost dem Bayerischen Landtag an.

## Leben
Dinglreiter war von 1959 bis 1963 Landesgeschäftsführer der Bayerischen Jungbauernschaft und anschließend nach einem betriebswirtschaftlichen Studium Mitarbeiter der Bayerischen Allianz, zuletzt als Marketingleiter. Im Bayerischen Landtag war er in der 14. Wahlperiode Vorsitzender des Ausschusses für Wirtschaft, Verkehr und Technologie. Von 1994 bis 1999 war Dinglreiter Mitglied im Medienrat der Bayerischen Landeszentrale für neue Medien.
Dinglreiter war fast 40 Jahre bis zum Jahr 2016 Vorsitzender des TSV 1860 Rosenheim und Landesvorsitzender des Bayernbundes. Von 1993 bis 2005 war Dinglreiter Landesschatzmeister der CSU, Mitglied des Landesvorstandes und des Präsidiums der CSU.
Dringlreiter starb im April 2024 im Alter von 88 Jahren in Rosenheim.

## Ehrungen
Dinglreiter war Träger des Bundesverdienstkreuzes am Bande (1996), des Bayerischen Verdienstordens (1998) und der  Bayerischen Verfassungsmedaille in Silber (2001) der Bayerischen Verfassungsmedaille in Gold (2016) sowie Ehrensenator der Hochschule Rosenheim (1996) Tiroler Adler-Orden in Gold (2005).